# Ndélé
Ndélé o N'Délé è una subprefettura e capoluogo della Prefettura di Bamingui-Bangoran, nella Repubblica Centrafricana.